# Ciclo dei mesi (arte medievale)

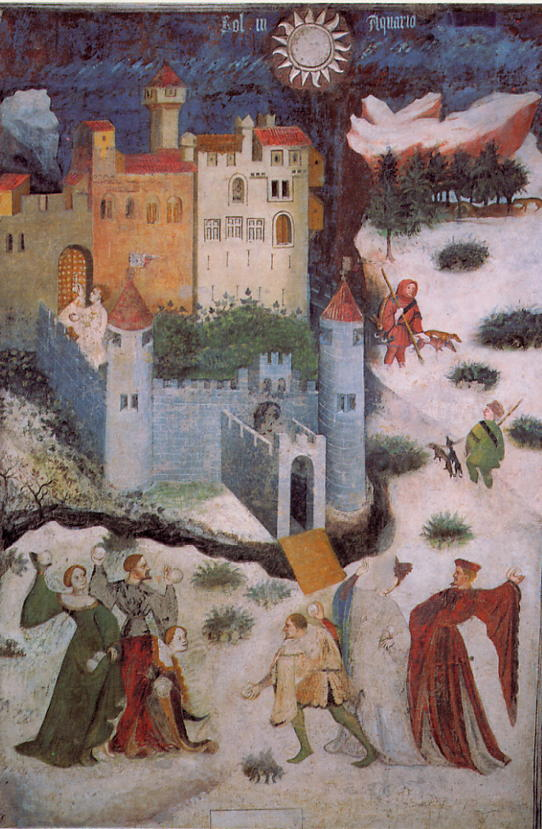
Gennaio, parte di Ciclo dei mesi, di Maestro Venceslao (c. 1400)

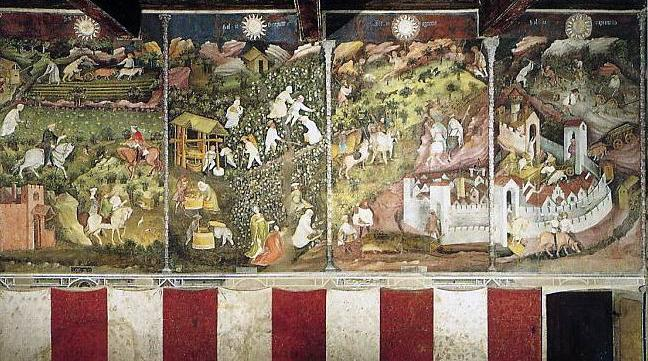
Ciclo dei mesi nel Castello del Buonconsiglio

Il Ciclo dei mesi è un tema iconografico ricorrente nell'arte medievale, rappresentante i dodici mesi dell'anno, solitamente associato a scene agricole, attività quotidiane e riflessioni sul passare del tempo. Questo tema si sviluppò principalmente nel contesto delle chiese e dei monasteri, dove veniva utilizzato sia come simbolo del tempo sacro sia come educazione morale e spirituale per la comunità. Il ciclo dei mesi è presente in numerose opere medievali, tra cui affreschi, mosaici, sculture e manoscritti miniati, con una funzione che spaziava dalla rappresentazione della natura e del lavoro agricolo alla meditazione sul tempo e sul divino.
Il ciclo dei mesi nell'arte medievale rappresenta una fusione di significati naturali, agrari e religiosi, diventando un simbolo potente del passare del tempo, della vita quotidiana e del destino eterno. Attraverso le sue rappresentazioni iconografiche, il ciclo invita a una riflessione sulla ciclicità della vita, sulla connessione tra l'uomo e la natura, e sul ruolo centrale di Dio nell'ordine cosmico e temporale.

## Origini e sviluppo
Il ciclo dei mesi affonda le sue radici nell'antichità, ma acquisì particolare rilevanza nel Medioevo, a partire dal IX secolo, quando il calendario agricolo veniva utilizzato per delineare il ritmo delle attività quotidiane. Il ciclo, che comincia tradizionalmente con il mese di gennaio, mostrava scene di lavoro agricolo, simboleggiando il passare delle stagioni e il legame dell'uomo con la natura. Allo stesso tempo, il ciclo dei mesi veniva associato al ciclo della Genesi, facendo riferimento all'origine dell'agricoltura e al lavoro come dovere divino.
Nel corso del Medioevo, il ciclo venne integrato con una forte componente religiosa, in particolare con il tema della salvezza e dell'attesa della seconda venuta di Cristo. Durante il XII secolo, con la diffusione della teologia medievale del lavoro, il ciclo acquisì un significato penitenziale, divenendo un mezzo per educare la popolazione rurale alla spiritualità attraverso l'osservanza dei doveri agricoli, come il pagamento della decima, e la riflessione sul tempo come dono di Dio. L'inclusione di questo ciclo nelle chiese rurali, tra cui alcuni dei più noti esempi a Santiago de Compostela, Modena, Ripoll e Sessa Aurunca, evidenziava l'importanza del calendario come strumento di riforma religiosa e di unione tra il tempo umano e il tempo divino.

## Iconografia e tematiche
L'iconografia del ciclo dei mesi variava, ma seguiva una struttura di base che combinava scene di vita quotidiana con simbolismi religiosi. Ogni mese era rappresentato attraverso attività lavorative o agricole caratteristiche di quel periodo dell'anno, come la mietitura, la semina, la vendemmia, e la cura degli animali. Tuttavia, le rappresentazioni non si limitavano a queste scene: il ciclo si arricchiva di elementi simbolici e biblici, come la creazione, la storia di Adamo ed Eva, la Natività, l'Epifania e il Giudizio universale. In alcuni casi, si integravano anche temi cosmologici, come i segni dello zodiaco, i pianeti e le stagioni, che legavano il tempo naturale a una visione più ampia dell'ordine divino.
Un tema ricorrente nelle rappresentazioni dei mesi è l'inclusione di figure cristologiche, come la mano di Dio benedicente, che simboleggiava l'intervento divino nel mondo temporale. L'influenza della letteratura biblica, come la Genesi e le tradizioni patristiche, era evidente nell'associazione tra i mesi e la vita umana come metafora della salvezza. In alcuni cicli, come quello di Modena, la figura di Enoch era presentata come l'inventore del calendario, un rimando alla tradizione apocrifa bizantina che vedeva in Enoc un'autorità cosmologica.

## Significato religioso e sociale
Il ciclo dei mesi non solo documentava il passare del tempo, ma serviva anche a trasmettere una visione cristiana del tempo stesso. La separazione tra il tempo umano e il tempo divino era spesso rappresentata attraverso la connessione tra il ciclo del calendario e la liturgia della chiesa. Il ciclo dei mesi diveniva una metafora della vita cristiana, con ogni mese che rappresentava un passaggio dal peccato alla penitenza e, infine, alla salvezza. L'inserimento di queste rappresentazioni nelle chiese e nei monasteri, in particolare vicino all'altare, aveva la funzione di ricordare ai fedeli il rapporto tra il tempo umano e la temporalità divina.
Il ciclo dei mesi veniva anche utilizzato per insegnare ai contadini l'importanza di ogni stagione agricola e dei ritmi naturali, ma allo stesso tempo li invitava a vivere in armonia con il disegno divino, compiendo le loro attività quotidiane come un atto di devozione.

## Lista parziale dei cicli pittorici
- Ciclo dei mesi presso la Torre dell'Aquila nel Castello del Buonconsiglio a Trento.[4]
- Salone dei Mesi di palazzo Schifanoia.[4]
- Cripta della basilica di san Savino a Piacenza.[4]
- Coro della cattedrale di Santa Maria assunta e San Giovanni Battista ad Aosta.[4]